# Sankt Ulrich am Pillersee
Sankt Ulrich am Pillersee är en ort och kommun i distriktet Kitzbühel i förbundslandet Tyrolen i Österrike.